# Веллі-Міллс (Техас)
Веллі-Міллс (англ. Valley Mills) — місто (англ. city) в США, в округах Боскі і Макленнан штату Техас. Населення — 1229 осіб (2020).

## Географія
Веллі-Міллс розташоване за координатами 31°39′31″ пн. ш. 97°28′19″ зх. д. / 31.65861° пн. ш. 97.47194° зх. д. (31.658602, -97.472002).  За даними Бюро перепису населення США в 2010 році місто мало площу 1,95 км², з яких 1,95 км² — суходіл та 0,00 км² — водойми.

## Демографія
Згідно з переписом 2010 року, у місті мешкали 1203 особи в 439 домогосподарствах у складі 322 родин. Густота населення становила 617 осіб/км².  Було 502 помешкання (258/км²).
Расовий склад населення:
| - 88,0 % — білих - 4,7 % — чорних або афроамериканців - 0,4 % — корінних американців - 0,2 % — азіатів - 4,9 % — осіб інших рас |

До двох чи більше рас належало 1,7 %. Частка іспаномовних становила 15,5 % від усіх жителів.
За віковим діапазоном населення розподілялося таким чином: 28,8 % — особи молодші 18 років, 56,2 % — особи у віці 18—64 років, 15,0 % — особи у віці 65 років та старші. Медіана віку мешканця становила 34,4 року. На 100 осіб жіночої статі у місті припадало 89,4 чоловіків;  на 100 жінок у віці від 18 років та старших — 90,0 чоловіків також старших 18 років.
Середній дохід на одне домашнє господарство  становив 55 314 долари США (медіана — 51 179), а середній дохід на одну сім'ю — 60 116 доларів (медіана — 59 083). Медіана доходів становила 38 750 доларів для чоловіків та 27 392 долари для жінок. За межею бідності перебувало 13,0 % осіб, у тому числі 12,0 % дітей у віці до 18 років та 11,5 % осіб у віці 65 років та старших.
Цивільне працевлаштоване населення становило 660 осіб. Основні галузі зайнятості: освіта, охорона здоров'я та соціальна допомога — 17,1 %, роздрібна торгівля — 16,7 %, транспорт — 14,2 %, фінанси, страхування та нерухомість — 13,9 %.